# John Halifax, Gentleman (film fra 1915)
John Halifax, Gentleman er en britisk stumfilm fra 1915 af George Pearson.

## Medvirkende
- Fred Paul som John Halifax.
- Peggy Hyland som Ursula March.
- Harry Paulo som Abel Fletcher.
- Lafayette Ranney som Phineas Fletcher.